# Solilokvijum
Solilokvijum od latinskog solo „sebi” + loquor „pričam”, množina soliloquies) monolog je upućen samom sebi, misli izgovorene naglas bez obraćanja drugome.
Solilokvijumi se koriste kao sredstvo u drami kako bi lik dao publici do znanja šta misli, direktno se obraćajući ili govoreći im u poverenju, potpuno ili delom. Engleska renesansna drama koristila je monologe s velikim učinkom; na primer, solilokvijum „Biti, ili ne biti” je središte Šekspirovog Hamleta. Monolozi su uobičajeni u nizu dramskih medija (drame, filmovi, itd), kao i u nedramskim medijima kao što je poezija.

## Slična književna sredstva
Monologi su slični pesmama, epifanijama i drugim, po tome što uključuju jedan 'glas' koji govori, ali među njima postoje razlike. Na primer, monolog uključuje lik koji svoje misli i osećanja prebacuje sa sobom i sa publikom bez da se obraća bilo kojem od likova. Monolog su misli osobe izgovorene naglas. Monolozi se takođe razlikuju od apostrofa, u kojima se govornik ili pisac obraća zamišljenoj osobi, neživom predmetu ili ideji. Nastranice se razlikuju od pređašnjih formi ne samo po dužini (jer su kraće), već i po tome što ih drugi likovi ne čuju čak ni u situacijama u kojima bi logično trebalo (npr. dva lika se upuštaju u dijalog koji je prekinut tako što jedan od njih isporučuje nastranicu).

## Istorija
U antičkom grčkom pozorištu, iz koga su porekle zapadne drame, konvencionalnom pravilu tri glumca je prethodilo pravilo dva glumca, kojem je prethodila konvencija u kojoj bi se samo jedan glumac pojavio na sceni, zajedno sa horom. Poreklo monologa kao dramskog sredstva, dakle, nije ukorenjeno u dijalogu. Umesto toga, obrnuto je; dijalog je evoluirao iz monologa.
Antičko rimsko pozorište je imalo ekstenzivne monologe, češće od starogrčkog ili modernog pozorišta. Jedna od ključnih svrha ovih monologa bila je da ukažu na prolazak značajne količine vremena (koje bi bilo dosadno da se odigra u realnom vremenu) unutar scena. Ova vrsta monologa se naziva povezujućim monologom. Druge vrste monologa su uključivale „ulazne monologe“ i izlazne monologe. U svakom od ovih slučajeva primarna funkcija je ukazivanje na protok vremena.
Od renesansnog pozorišta nadalje, monolozi su se uglavnom fokusirali na likove koji koriste prošireni govor da bi ispunili svoju dramatičnu potrebu. Postmoderno pozorište, s druge strane, često prihvata performativne aspekte monologa, čak do te mere da osporava granicu između portretisanja karaktera (npr. glume) i autobiografskih govora.

## Tipovi
Unutrašnji monolozi uključuju lik koji eksternalizira svoje misli tako da publika može svedočiti iskustva koja bi inače bila uglavnom unutrašnja. Nasuprot tome, dramski monolog uključuje jedan lik koji razgovara sa drugim likom. Monolozi se takođe mogu podeliti na po osnovi aktivnih i narativnih monologa. U aktivnom monologu lik koristi svoj govor da postigne jasan cilj. Narativni monolozi jednostavno uključuju lik koji priča priču i često se mogu identifikovati po činjenici da su u prošlom vremenu.

## Audicije
Od glumaca u pozorištu, a ponekad i na filmu i televiziji, može se tražiti da izvedu monologe na audicijama. Audicijski monolozi pokazuju sposobnost glumca da pripremi komad i izvede predstavu. Ovi komadi su obično ograničeni na dva minuta ili manje i često su upareni sa kontrastnim monologom: komičnim i dramatičnim; klasičnim i savremenim. Izbor monologa za audiciju često zavisi od predstave ili uloge.

## Literatura
- „Dramatic Monologue: An Introduction”. Victorianweb.org. 2003-03-10. Архивирано из оригинала 7. 8. 2013. г. Приступљено 2013-08-16.
- „Soliloquy – Definition and More from the Free Merriam-Webster Dictionary”. Merriam-webster.com. Архивирано из оригинала 6. 7. 2013. г. Приступљено 2013-08-16.
- „The Tragedy of Romeo and Juliet by William Shakespeare”. Pleasanton.k12.ca.us. Архивирано из оригинала 2. 9. 2013. г. Приступљено 2013-08-16.
- The origins of theater in ancient Greece and beyond : from ritual to drama. Csapo, Eric., Miller, Margaret Christina. Cambridge: Cambridge University Press. 2007. стр. 1–32. ISBN 9780521836821. OCLC 70335135.
- Kuritz, Paul (1988). The Making of Theatre History. ISBN 978-0-13-547861-5. Приступљено 27. 5. 2014.
- Henry W. Prescott (јануар 1939). „Link Monologues in Roman Comedy”. Classical Philology. 34 (1). JSTOR 264065. doi:10.1086/362195.
- Geis, Deborah R. (децембар 1993). Postmodern theatric(k)s: monologue in contemporary American drama. University of Michigan Press. ISBN 978-0-472-10467-3. Приступљено 27. 5. 2014.
- „monologue (drama and literature) - Encyclopædia Britannica”. Britannica.com. Архивирано из оригинала 12. 8. 2013. г. Приступљено 2013-08-16.
- „Monologue Information”. Angelfire.com. Архивирано из оригинала 28. 10. 2013. г. Приступљено 2013-08-16.
- „Audition Monologues”. Ace Your Audition. Архивирано из оригинала 14. 7. 2010. г.
- „Monologues from Movies & Plays”. Daily Actor. 4. 10. 2018.
- Howe, Elisabeth A. (1996). The Dramatic Monologue. Boston: Twayne Publishers. стр. 166 pages. ISBN 0-8057-0969-X.
- Byron, Glennis (2003). Dramatic monologue. New York: Routledge. стр. 208 pages. ISBN 0-415-22937-5.
- Arco Publishing (2002). Arco Master the Ap English Language & Composition Test 2003 (Master the Ap English Language & Composition Test). New York: Arco. стр. 288. ISBN 0-7689-0991-0.
- Cohn, Dorrit. Transparent Minds: Narrative Modes for Presenting Consciousness in Fiction, 1978.
- Friedman, Melvin. Stream of Consciousness: A Study in Literary Method, 1955.
- Humphrey, Robert. Stream of Consciousness in the Modern Novel, 1954.
- Randell, Stevenson. Modernist Fiction: An Introduction. Lexington: University of Kentucky, 1992.
- Sachs, Oliver. "In the River of Consciousness." New York Review of Books, 15 January 2004.
- Shaffer, E.S. (1984). Comparative Criticism, Volume 4. Cambridge: Cambridge University Press. стр. 119. Приступљено 12. 1. 2011.
- Tumanov, Vladimir. Mind Reading: Unframed Direct Interior Monologue in European Fiction. Amsterdam: Editions Rodopi, 1997. Googlebooks.
- William C. Waterhouse, "The Source of the Stream". NY Times Review of Books, 22 November 2007.
- May Sinclair, 'The Novels of Dorothy Richardson', The Egoist, . 5 (4): 57—58. Недостаје или је празан параметар |title= (помоћ), (April 1908), p.
- Joanne Winning (2000). The Pilgrimage of Dorothy Richardson. University of Wisconsin Press. ISBN 978-0-299-17034-9.
- "interior monologue." Encyclopædia Britannica. Encyclopædia Britannica Online. Encyclopædia Britannica Inc., 2012. Web. 24 Sep. 2012.
- „The Tell-Tale Heart – story by Poe”.
- „Edgar Allan Poe Society of Baltimore – The Life and Writings of Edgar Allan Poe”. www.eapoe.org.
- James Wood. "Addicted to Unpredictability." 26 November 1998. London Review of Books. 8 November 2008
- „Martin Humpál: Hamsun’s modernism – Hamsunsenteret – Hamsunsenteret”. hamsunsenteret.no. Архивирано из оригинала 08. 02. 2018. г. Приступљено 27. 12. 2021.
- Interview with Robert Ferguson in the second episode of the documentary television series Guddommelig galskap – Knut Hamsun
- M. H. Abrams, A Glossary of Literary Terms. New York: Harcourt Brace, 1999)
- Woolf (March 2003)A Writer's Diary: Being Extracts from the Diary of Virginia Woolf. Harcourt.

## Spoljašnje veze
- „The Greatest Movie Speeches/Monologues of all time!”. IMDb. Архивирано из оригинала 1. 4. 2016. г. Приступљено 29. 4. 2018.
- Contemporary Monologues From Published Plays. Monologue Blogger. January 29, 2019.
- Solilokvijum na veb-sajtu  (језик: енглески)